# Neomuscina parilis
Neomuscina parilis är en tvåvingeart som först beskrevs av Giglio-tos 1893.  Neomuscina parilis ingår i släktet Neomuscina och familjen husflugor. Inga underarter finns listade i Catalogue of Life.